# 图尔讷弗耶
图尔讷弗耶（法語：Tournefeuille，法語發音：[tuʁnəfœj]）是法国上加龙省的一个市镇，位于图卢兹市区西部偏南，属于图卢兹区。

## 地理
图尔讷弗耶（43°35'4"N, 1°20'37"E）面积18.17 平方千米，位于法国奧克西塔尼大區上加龙省，该省份为法国西南部内陆省份，西南端与西班牙接壤，自此顺时针与上比利牛斯省、热尔省、塔恩-加龙省、塔恩省、奥德省和阿列日省接壤。
与图尔讷弗耶接壤的市镇（或旧市镇、城区）包括：科洛米耶、圖盧茲、屈尼欧、图什河畔普莱桑斯。

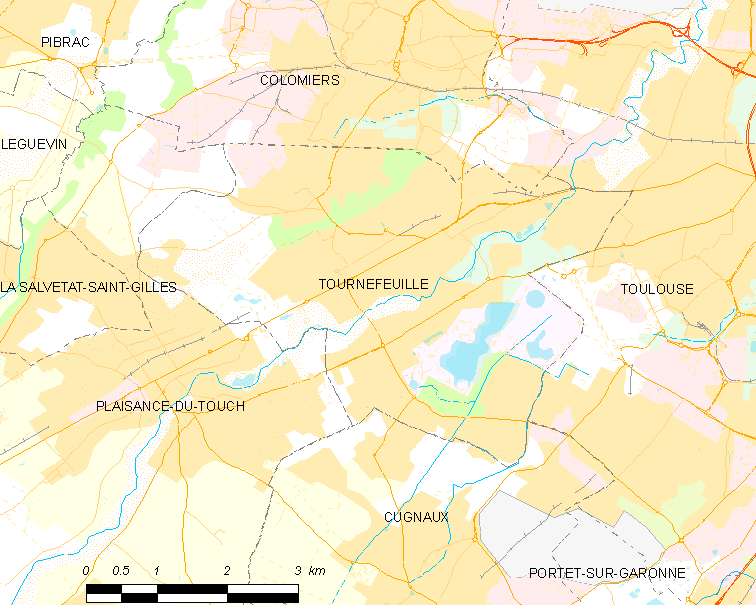
图尔讷弗耶的OSM定位图

图尔讷弗耶的时区为UTC+01:00、UTC+02:00（夏令时）。

## 行政
图尔讷弗耶的邮政编码为31170，INSEE市镇编码为31557。

## 政治
图尔讷弗耶所属的省级选区为图尔讷弗耶县。

## 人口

1962-2008年间图尔讷弗耶人口变化图示

图尔讷弗耶于2022年1月1日时的人口数量为29724人。